# Trại trẻ mồ côi Modran
Trại trẻ mồ côi Modran (tiếng Slovakia: Modranský sirotinec) là một tòa nhà trước đây từng là cơ sở chăm sóc trẻ em mồ côi Slovak, tiếp nhận mọi trẻ em mồ côi, không nhất thiết phải là trẻ theo đạo Tin lành. Tòa nhà nằm trên phố Vajanského, thành phố Modra, vùng Bratislava, Slovakia. Vào ngày 6 tháng 5 năm 2016, công trình kiến trúc này được ghi danh vào Danh sách Di tích Trung ương theo quyết định của Bộ Văn hóa Cộng hòa Slovakia.

## Lịch sử
Trại trẻ mồ côi Modran được một mục sư Tin lành người Slovak tên là Samuel Zoch thành lập ở Modra. Việc xây dựng cô nhi viện bắt đầu vào ngày 12 tháng 5 năm 1912 và từ ngày 28 tháng 5 năm 1913, cô nhi viện bắt đầu nhận con nuôi. Samuel Zoch đã thành lập một tổ chức gây quỹ khắp Slovakia để có kinh phí xây dựng tòa nhà cô nhi viện.
Lúc mới xây dựng, tòa nhà được kiến trúc sư Dušan Samuel Jurkovič thiết kế theo phong cách Tân nghệ thuật của Anh. Tuy nhiên, các sửa đổi khác sau này đã xóa bỏ quy hoạch kiến trúc ban đầu.
Năm 1951, trại trẻ mồ côi Modran ngưng hoạt động và được Văn phòng Giám mục chung của Giáo hội Tin lành Augsburg Confession ở Slovakia  tiếp quản. Tòa nhà hiện đang bỏ trống vì cần được cải tạo.